# Bou Saâda
Bou Saada arabsko بو سعادة, latinizirano: bu s‘adah, kar pomeni 'kraj sreče') je mesto in občina v provinci M'Sila v Alžiriji, in leži 245 km južno od Alžira. Kot Arena je bilo mesto in škofija v rimski Afriki, zdaj katoliški naslovni sedež. Leta 2008 je imela občina ocenjeno na 134.000 prebivalcev.

## Geografija
Bou-Saada je na jugozahodu regije Hodna na planotah Hauts Plateaux, ob vznožju pogorja Ouled Naïl v Saharskem Atlasu.
Bou-Saada je tradicionalno pomembno tržišče, kjer proizvajajo in prodajajo nakit, kovinske izdelke, preproge in nože bousaadi. V mestu je tudi tekstilna tovarna. Tudi v sodobnem času je Bou-Saada pomembna trgovska postaja za nomade. Pozimi je tudi nekaj nacionalnega turizma. Bou-Saada je s cestami dobro povezana z drugimi mestnimi središči. M'Sila je 70 km severovzhodno, Biskra 175 km vzhodno, Bordj Bou Arreridj 130 km severovzhodno in Djelfa 120 km jugozahodno. Bou-Saada ima dve četrti, staro medino (ksar) znotraj mestnega obzidja z obokanimi uličicami in francosko mesto na jugu. Okoli mesta so obsežni nasadi datljevih palm.
Bou Saada ima hladno puščavsko podnebje (Köppenova klasifikacija podnebja BWk). Padavin je pozimi več kot poleti. Povprečna letna temperatura v Bou Saadi je 15,5 °C. Letno pade približno 212 mm padavin.
Okrožja Bou-Saâda so El Zoqm, El Aargoub, El Nakhla, El Aichacha, El Guisar, Haret Chorfa, Ramlaya, Ouled Hmaïda, Diar Jded, Lomamine, El Qaissa, mesto 19. junija, la Cadatte, Staïh, 110 (110 stanovanj), Plateau, Ouet, Državna cesta (Tirigue Nationale), ElKoucha, Sidi Slimane, Dachra el Gueblia, El Batten in Ghaza, ki združuje novogradnjo stavb.

## Zgodovina
Skalne gravure in risbe pričajo o prisotnosti človeka v prazgodovini: skalne gravure iz regije Bou Saâda.
V numidijskem obdobju je bila ta regija naravna kotlina, namenjena lovu, tam so našli nekaj rimskih ruševin.
V 15. stoletju sta bila ustanovitelja mesta Slimane Ben Rabéa in Sidi Thameur Ben Ahmed El Fassi, učenjak iz regije, podkovan v verskih znanostih.
Mesto je nastalo zelo zgodaj, v bližini cvetočega palmovega nasada, ki ga zaliva Boussaâda vadi, kot postajališče za karavansko trgovino in postajališče za nomade, ki se selijo med ljudmi. Mesto je pomembno trgovsko središče za volno in ovce.

### Osmansko obdobje (1516-1830)
Blaginja je v osmanski dobi upadla zaradi večkratnih letnih davkov, ki so bili naloženi prebivalcem.
Mesto, ki ga je vodil šejk, je trdnjava, razdeljeno na več skupnostnih sosesk (hara), kjer je bilo življenje organizirano okoli trgov (rahba), fontan, mošej in šol.

### Francoska kolonizacija
Francosko izkrcanje v 19. stoletju je Zibane prisililo, da so se organizirali. Ustanovili so konfederacijo Zaatcha in leta 1849 vodili vstajo proti Francozom. Bou Saadove čete je vodil El Amri Ben Sheyheb, ki je umrl v boju. Pokopan je v Bou Saadi, v starodavni mošeji El Nekhla, ki jo je leta 1120 zgradil Sidi Thameur in katerega potomec je bil El Amri Ben Sheyheb.
O končnem napadu francoskih čet na Zaatchas Alfred Nettement v svojem delu 2 ugotavlja: »Trmoglavost obrambe (Zaatcha) je razjezila Zouave. Našo zmago so osramotili ekscesi in zločini […] Nič ni bilo sveto, ne spol ne starost. Kri, smodnik, bes boja so povzročili to strašno in morilsko omamljenost, pred katero niso več obstajale svete pravice človeštva, sveto usmiljenje in pojmi morale. Bili so otroci, katerih glave so se stiskale ob zid pred materami; ženske, ki so pretrpele vsa ogorčenja, preden so bile usmrčene, ki so glasno zahtevale pomilostitev. Vojaški bilteni so vztrajali pri učinku, ki ga je v vseh oazah puščave povzročila novica o uničenju Zaatcha, ki se je hitro širila korak za korakom z vso grozo teh podrobnosti. […]« (ta novinar ni bil prisoten v tej bitki).
Družbeno tkivo in urbani prostor mesta Bou Saada sta doživela veliko prestrukturiranje v času francoske kolonialne dobe, katere vojska je zavzela prostore in se naselila v regiji od leta 1849, s prihodom čet stotnika Peina, ki so postavili garnizijo tam kljub drugemu ljudskemu odporu, ki mu je poveljeval šejk Benčabira.
Ob prihodu so Francozi pod Napoleonom III. namestili arabske urade (upravne strukture, ki jih je ustanovila Francija) po vsem mestu, kot v vseh mestih v Alžiriji, da bi vzpostavili lokalno upravo za upravljanje domorodnih zadev. Družine so videle, da so njihova rodovna ali plemenska imena izginila in jih nadomestila z imeni, ki jih je vsilila uprava.
Evropsko okrožje, Le Plateau, je bilo povezano s starim ksarjem. Namenjeno je bilo sprejetju naseljencev, vendar je imelo težave z naseljevanjem in Bou Saâda je bil razglašen za »neprimernega za kolonizacijo«.
Mesto ima zaouïa (zavija - institucija, povezana s sufiji v islamskem svetu. Služi lahko različnim funkcijam, kot je kraj čaščenja, šola, samostan in/ali mavzolej.) nekaj kilometrov stran, zaouïa El Hamel, ustanovljena proti koncu srednjega veka pod berberskim kraljestvom Ath Abbas (ⴰⵜ ⵄⴰⴱⴱⴰⵙ), ki je zajemalo malo Kabilijo (ⴱⴳⴰⵢⴻⵜ) in ves Ouled Nail (ⵉⵏ ⴰⵢⵍⵉⵢⴻⵏ ), medtem ko je podružnica bolj zahodno v Ouled Sidi Cheikhu.
Turizem je v kolonialnem obdobju zavzemal osrednje mesto v lokalnem gospodarstvu. V ta namen je bila leta 1912 mešana občina Bou Saâda priključena civilnemu ozemlju departmaja Alžir. Turistični uspeh je zagotovljen zaradi lepote pokrajine in naravnih znamenitosti regije, starega ksarja, zaouïa Rahmaniya v El Hamelu in praznične zabave plesalcev Oulad Naïl v rezerviranem okrožju. Mesto slavijo evropski popotniki, pisatelji in umetniki, vključno z Étiennom Dinetom, turistični vodniki pa mesto Boussaâda hvalijo kot »očarljivo«. Mesto je opremljeno s kakovostnimi hoteli in Bou Sada je že od leta 1930 prepoznana kot »meka alžirskega turizma«.
Leta 1945 je mesto prizadela smrtonosna epidemija. Brata Benlamri (Makhloufi in El Amri), takrat lastnika večine zemlje v mestu, sta financirala nakup zdravil (protistrupov), da bi odpravili naraščajočo umrljivost, ki je zdesetkala lokalno prebivalstvo.

### Alžirska vojna
Alžirska vojna je razdelila prebivalstvo mesta med privržence Narodnoosvobodilne fronte in mesalistov, zvestih staremu nacionalističnemu voditelju Messaliju Hadju, ki ga je v regiji zastopal Mohammed Bellounis, in je nasprotoval zlorabam FLN, in ga nekaj časa podpira francoska vojska. Padel je v spopadu s francosko vojsko, verjetno 14. julija 1958.

### Obdobje neodvisne Alžirije
Po osamosvojitvi so v 1970-ih poskusno ponovno zagnali turizem. V 1990-ih, med državljansko vojno v Alžiriji, so oborožene skupine zažgale muzej, posvečen ljubljenemu otroku Bou Saäde, slikarju Nasrju Eddinu Étiennu Dinetu.
Alžirska država je na vhodu v mesto zgradila zapor in vojaško bazo. Mesto je imelo tudi civilno letališče, ki ga je zaprla in prevzela alžirska vojska.

## Cerkvena zgodovina
Mesto Arena je bilo dovolj pomembno v pozni rimski provinci Mauretania Caesariensis, da je bilo ena od mnogih sufragank metropolitanske nadškofije njene prestolnice Caesarea Mauretaniae; prekinjena kot posledica arabskega osvajanja Severne Afrike.
Škofija je bila nominalno obnovljena leta 1933 kot latinskokatoliška naslovna škofija.

## Skalne poslikave
V občini, ki je nedaleč od vasi Ben Srour, več najdišč petroglifov arheološkega pomena.

## Kulturna dediščina
Bou-Saâda je dom številnih spomenikov in zgodovinskih znamenitosti: stara medina, grobnica slikarja Nasreddineja Dineta, stari Ksar, utrdba Cavaignac, mlin Ferrero, obrtna tržnica in Zaouia v El Hamelu, mavzoleji, kjer počiva Mohammed Ben Belgacem, ustanovitelj Zaouia Rahmaniya in njegova hči Lalla Zineb, ki je vodila Zaouia v 19. stoletju.
Prav v bližini Bousaade so leta 1966 posneli edini vestern, ki so ga kdaj posneli v Alžiriji, Tri pištole proti Cezarju Enza Perija s sorežiserjem Mousso Haddadom.